# Horst Penner
Horst Wilhelm Penner (* 27. Januar 1910 in Neuteich; † 11. Juli 2002 in Kirchheimbolanden) war ein deutscher Oberstudiendirektor und Historiker.

## Leben
Horst Penner erlangte 1930 das Abitur am Winrich von Kniprode Gymnasium in Marienburg. Zum Sommersemester 1930 nahm er das Studium der Geographie und Germanistik an der Universität Tübingen auf, welches er später in Innsbruck und Königsberg fortsetzte. 1939 wurde er mit einer von Friedrich Baethgen angeregten Dissertation über die Ansiedlung mennonitischer Niederländer im Weichselmündungsgebiet von der Mitte des 16. Jahrhunderts bis zum Beginn der preußischen Zeit an der Technischen Hochschule in Danzig von den Professoren Walther Recke und Erich Keyser zum Dr. phil. promoviert.
Nach dem Studium wurde Penner Referendar am Gymnasium in Zoppot. Um die Facultas Docendi in dem Schulfach Sport zu erlangen, kam er zur weiteren Ausbildung nach Berlin.
Nach Ausbruch des Zweiten Weltkrieges wurde Penner zur Marine eingezogen und in den Niederlanden, Tunesien und Italien eingesetzt.
Nach dem Krieg wurde Penner Studienrat am Nordpfalzgymnasium in Kirchheimbolanden, dessen Leitung er von 1959 bis 1967 als Oberstudiendirektor übernahm. 1967 schied er aus gesundheitlichen Gründen aus dem aktiven Schuldienst aus und unterrichtete nur noch stundenweise von 1967 bis 1977 am Gymnasium Weierhof in Bolanden.
Neben seiner schulischen Tätigkeit beschäftigte er sich weiterhin mit der Geschichte der Mennoniten und verfasste hierzu zahlreiche Veröffentlichungen.
Seit 1930 war Penner Mitglied der Tübinger Studentenverbindung Landsmannschaft Schottland.

## Ehrungen
Für seine ehrenamtlichen Verdienste wurde Horst Penner 1989 mit dem Bundesverdienstkreuz und mit der Ehrengabe der Stadt Kirchheimbolanden ausgezeichnet.

## Veröffentlichungen (Auswahl)
- Die ost- und westpreußischen Mennoniten in ihrem religiösen und sozialen Leben, in ihren kulturellen und wirtschaftlichen Leistungen, Teil I 1526 bis 1772, Kirchheimbolanden 1978.
- Weltweite Bruderschaft. Ein mennonitisches Geschichtsbuch, Kirchheimbolanden 1984.
- Die ost- und westpreußischen Mennoniten in ihrem religiösen und sozialen Leben, in ihren kulturellen und wirtschaftlichen Leistungen, Teil II von 1772 bis zur Gegenwart, Kirchheimbolanden 1987.
- Der Vieguthhof an der Weichsel, ein Roman aus dem 17. Jahrhundert, Kirchheimbolanden 2001.